# Wálter Veizaga
Walter Veízaga Argote (Cochabamba, 22 aprile 1986) è un calciatore boliviano, centrocampista del Real Mizque.

## Carriera

### Nazionale
Viene convocato per la Copa América Centenario negli Stati Uniti.